# Rolf Zinkernagel
Rolf Martin Zinkernagel (Riehen, 6 de janeiro de 1944) é um cientista suíço, professor de imunologia experimental na Universidade de Zurique.
Foi laureado com o Nobel de Fisiologia ou Medicina de 1996, juntamente com Peter Doherty, pela descoberta de como o sistema imunitário reconhece as células infectadas com vírus. Com este prémio tornou-se o 24º suíço laureado com o Prémio Nobel.
Obteve o mestrado da Universidade de Basileia em 1970 e o doutorado na Universidade Nacional da Austrália. Além do Nobel de Fisiologia ou Medicina também recebeu o Prêmio Lasker de 1995.